# 2000 en Lorraine
Chronologie de la Lorraine
- 1996
- 1997
- 1998
- 1999
- 2000
- 2001
- 2002
- 2003
- 2004

Cette page est une liste d'événements qui se sont produits durant l'année 2000 en Lorraine.

## Éléments de contexte
- À la suite de Bertelsmann, en 1999, une vingtaine de centres d'appel sont implantés en Lorraine[1].

## Événements

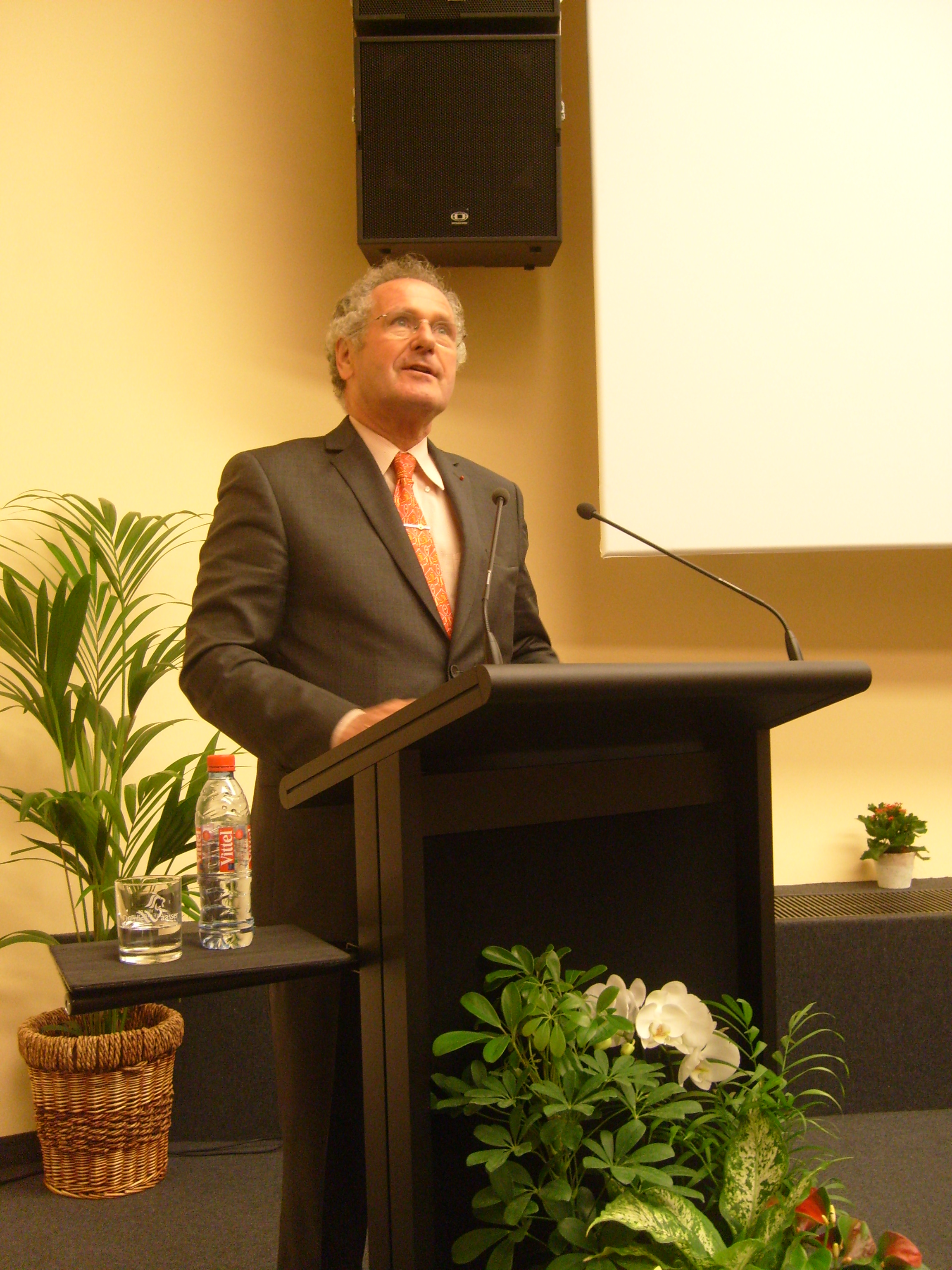
Paul Helminger Maire de la ville de Luxembourg.

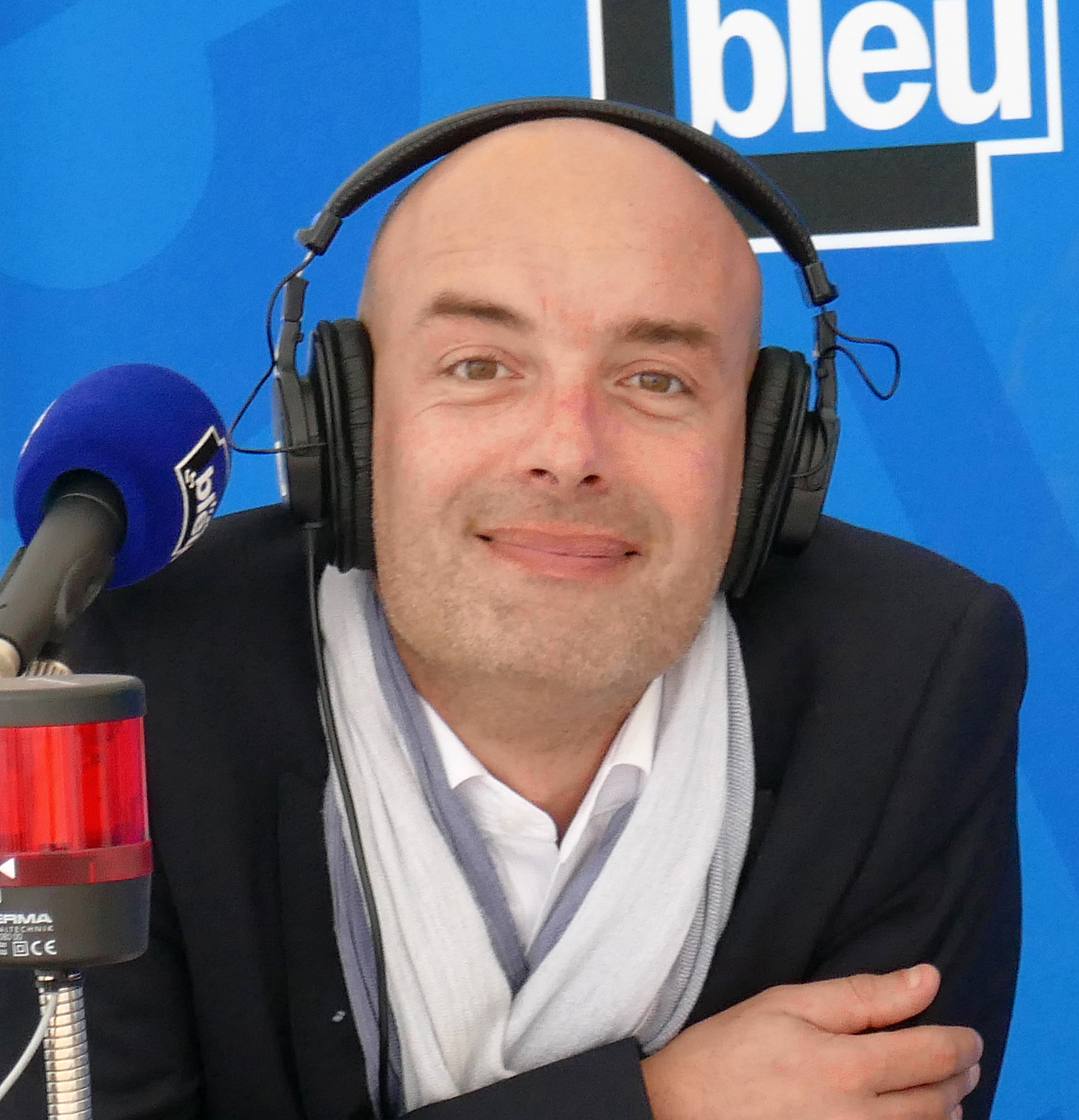
Jérôme Prod'homme, animateur de France Bleu Sud Lorraine, au Festival international de géographie 2016

- Frédéric Weis remporte, avec l'équipê de France, la médaille d’argent lors des Jeux Olympiques à Sydney[2].
- L'ASPTT Metz remporte le titre national de handball féminin.
- Fondation du Comité interrégional d'histoire de la Révolution française dans la France du Nord-Est à Frenelle-la-Grande.
- Fondation du Centre régional d'études campanaires à Vrécourt.
- Tournage à Nancy du film Baise-moi, de Virginie Despentes[3]
- Tournage à Douaumont du film Ça ira mieux demain de Jeanne Labrune[4].
- Tournage à Thionville du film Le Chocolat de Lasse Hallström[5].
- Le magasin Ikea ouvre ses portes à La Maxe[6].
- 2 janvier en sport : le All-Star Game LNB 2000 est la 14e édition et 15e édition du All-Star Game LNB. Il s’est déroulé deux fois, respectivement le 2 janvier 2000 au Palais des sports Jean-Weille de Nancy et le 29 décembre 2000 à la salle Jean-Bunoz d'Antibes[7].
- 29 février : Paul Helminger, bourgmestre de Luxembourg ; Jean-Marie Rausch, maire de Metz; Charlotte Britz, maire de Sarrebruck; Klaus Jensen, maire de Trèves; exposent à Metz la déclaration d'intentions de QuattroPole.
- 18 mars : manifestations à Moyeuvre-Grande pour réclamer les indemnisations votées l'année précédente pour indemniser les conséquences des affaissements miniers[1].
- 15 avril : création de Direct FM par Stéphane Leydecker, avec l’aide de Yannick Kusy et Dominique Raft, à la suite de la disparition de Radio Metz FM en reprenant l'équipe de cette dernière[8].
- Août 1997 : Cathia Losso est élue reine de la mirabelle[9].
- 4 septembre : Radio France Nancy Lorraine prend le nom de France Bleu Sud Lorraine à la suite du lancement au niveau national du nouveau réseau de Radio France issu de la fusion de Radio Bleue et des locales.
- 15 septembre : l' IGP est attribuée aux Bergamottes de Nancy[1].
- Octobre  : ouverture à La Maxe d'un magasin Ikea adossé à une immense plateforme logistique destinée à l'approvisionnement du sud de l'Europe[1].
- 5, 6, 7 et 8 octobre : Festival international de géographie, à Saint-Dié-des-Vosges, sur le thème : La géographie et la santé.
- 10 novembre : Jacques Chirac, Lionel Jospin et Gerhard Schröder débattent de la réforme institutionnelle de l'Union européenne à Vittel lors du 76e Sommet franco-allemand[1].
- 1er décembre : annonce par les Houillères du bassin de Lorraine de la fermeture programmée en 2003 du site de Merlebach et en 2005 du site de La Houve. C'est la fin annoncée du charbon en Lorraine[10].
- 8 décembre : le TVR de Nancy, créé début 2000, est inauguré par Bernadette Chirac[11]. Ce matériel fait les beaux jours des chroniqueurs par ses pannes à répétition[10].

## Inscriptions ou classements aux titre des monuments historiques
- En Moselle : Château de Geroldseck[12]

## Naissances
- 29 février à Metz : Justine Lerond, footballeuse française évoluant au poste de gardienne de but aux Girondins de Bordeaux ainsi qu'en Equipe de France Féminine.
- 2 mars : DOMi, née Domitille Degalle, pianiste française de jazz.
- 21 mars à Épinal : Antoine Marc[13], nageur français.
- 10 avril : Lisa Barbelin, archère française.
- 20 avril à Lunéville : Théo Curin[14], est un nageur handisport français dans la catégorie S5[15],[16].
- 30 mai à Metz : Giovanni Haag, footballeur français qui joue au poste de milieu défensif à l'AS Nancy-Lorraine.
- 19 décembre à La Bresse : Paula Botet, biathlète française.

## Décès

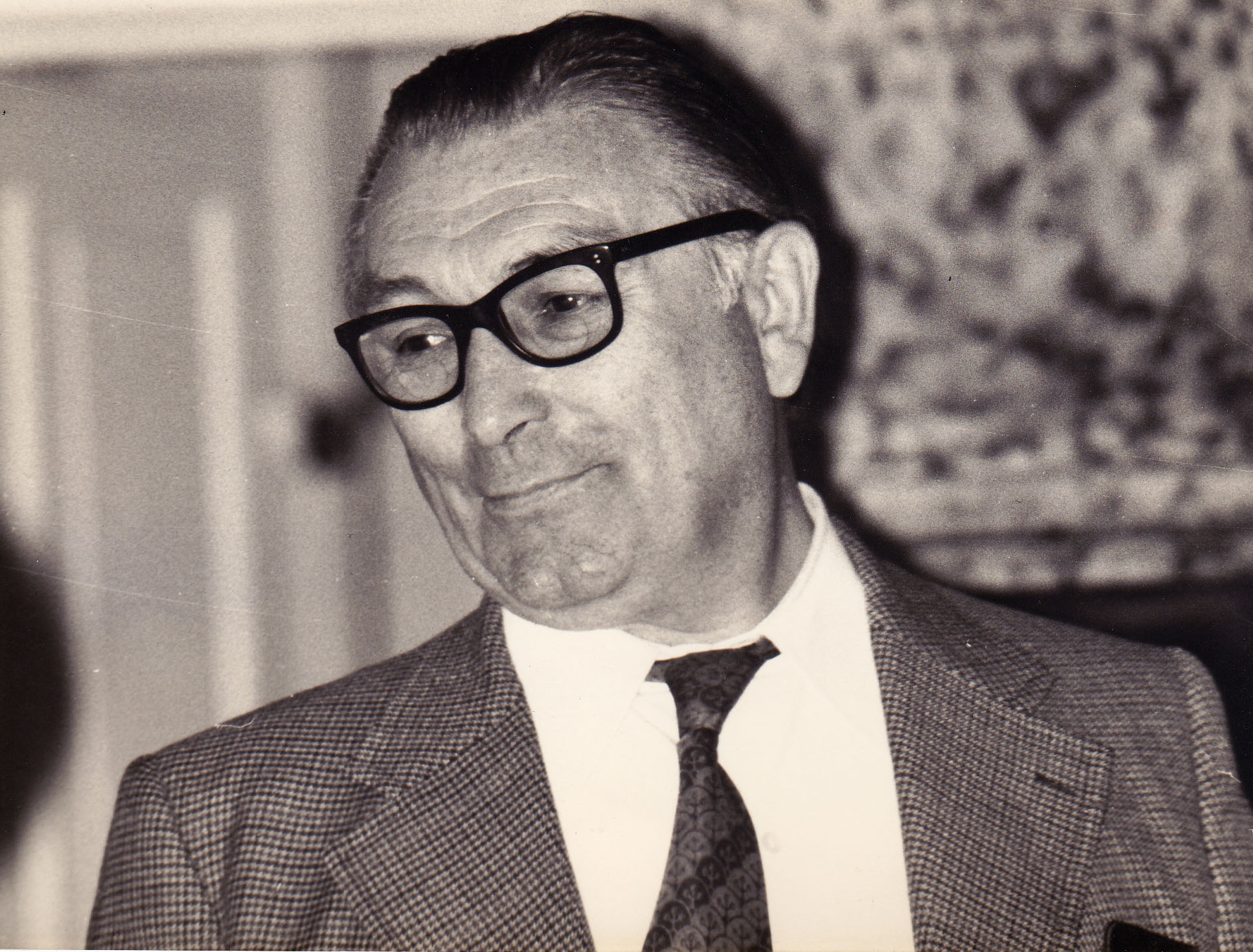
René Taveneaux

- 16 janvier à Nancy : Jacques Louis Alexandre Alfred Bernard Beauvallet (1909-2000), général français.
- 28 mars à Nancy : René Taveneaux , historien et universitaire français, né à Messincourt (Ardennes) le 18 juillet 1911, spécialiste d’histoire religieuse des XVIIe et XVIIIe siècles, en particulier du Jansénisme et de l'histoire de la Lorraine. Il enseigna à l’Université de Nancy de 1952 à 1980.
- 28 avril : Roger Husson, né le 12 juin 1924 à Dieuze (Moselle), homme politique français. De 1973 à 1981, il est le suppléant du député Pierre Messmer.
- 7 juin  à Nancy : Maurice Feder (1912-2000), prêtre du diocèse de Nancy. Chef d’établissement de l’enseignement secondaire, professeur de grec, il fut l’un des principaux disciples de Pierre Faure. Il est surtout connu par sa réalisation d’un « collège sans classe » où il a utilisé avec succès les méthodes d’un enseignement personnalisé et communautaire.
- 8 juillet à Berthelming : Marcel Lutz, archéologue mosellan, né à Metz le 7 avril 1908.
- 5 août à Art-sur-Meurthe : Pascal Zilliox, né le 19 juin 1962 à Créhange, athlète français, spécialiste des courses de fond.
- 29 octobre à Nancy : Jacqueline Brumaire[17] nom de scène de Jacqueline Agnès Armande Thévenin, née à  Herblay (Seine-et-Oise) le 5 novembre 1921 , soprano française.
- 9 novembre à Gorze : Henri Baillot, né le 13 décembre 1924 à Magny, footballeur international français des années 1940 et 1950.
- 11 novembre  à Villers-lès-Nancy : Jean Albert Marie Auguste Bernard (1916-2000), évêque de Nancy et de Toul, et primat de Lorraine, de 1972 à 1991.